# Azarjášova modlitba a Píseň mládenců v hořící peci
Azarjášova modlitba je jeden z řeckých úseků biblické knihy Daniel (3,24–45). Literárně jde o kolektivní žalozpěv s vyznáním vin, tvořící uvedení do Písně tří mládenců v hořící peci.
Píseň mládenců v hořící peci je také součástí 3. kapitoly (v. 51 – 90). Píseň tvoří hymnická, až litanická oslava Boha v jednotlivých částech jeho stvoření. Jako taková tvoří mj. dodnes součást křesťanské modlitby při oslavě neděle, tj. dne Kristova vzkříšení (ranní chvály 1. a 3. týdne breviáře).